# Brodersby-Goltoft
Brodersby-Goltoft è un comune di 671 abitanti dello Schleswig-Holstein, in Germania.
Appartiene al circondario (Kreis) di Schleswig-Flensburgo (targa SL) ed è parte della comunità amministrativa (Amt) di Südangeln.
A partire dal marzo 2018 ha inglobato l'ex-comune di Goltoft, in quell'occasione il nome del comune è stato modificato da Brodersby a Brodersby-Goltoft.